# 2026年ミラノ・コルティナダンペッツォオリンピックのウズベキスタン選手団
2026年ミラノ・コルティナダンペッツォオリンピックのウズベキスタン選手団は、2026年2月6日から2月22日までイタリアのミラノとコルティナダンペッツォで開催予定の2026年ミラノ・コルティナダンペッツォオリンピックのウズベキスタン選手団の名簿。

## 選手団
- 人員: 選手 3人

## 種目別選手・スタッフ名簿及び成績

### アルペンスキー
- 男子1名出場予定[1][2]

### フィギュアスケート
- ペア - 1組出場予定[3]